# Svasznek Bence
Svasznek Bence (Budapest, 1975. július 25. –) magyar jégkorong játékos, edző.

## Karrier
Ferencvárosi nevelésű jégkorongozó, az élvonalban először 1993-ban mutatkozott be az Újpest játékosaként. Első bajnoki címét az FTC-vel nyerte, 1997-ben. Eddigi pályája során kilenc világbajnokságon vett részt és 135-ször kapott helyet a nemzeti válogatott keretében.
2012-től a MAC Budapest Jégkorong Akadémia, valamint 2015-től a MAC Budapest MOL Ligában játszó felnőtt csapatának az edzője.

## Sikerei
- Divízió I-es vb aranyérmes: 2008
- Divízió I-es vb ezüstérmes: 2002, 2007
- Divízió I-es vb bronzérmes: 2003, 2005
- Interliga bajnok: 2003, 2007